# Dioscorea convolvulacea
Dioscorea convolvulacea är en enhjärtbladig växtart som beskrevs av Adelbert von Chamisso och Diederich Franz Leonhard von Schlechtendal. Dioscorea convolvulacea ingår i släktet Dioscorea och familjen Dioscoreaceae.

## Underarter
Arten delas in i följande underarter:
- D. c. convolvulacea
- D. c. grandifolia